# NGC 107
NGC 107 je galaksija u zviježđu Kit.

## Vanjske poveznice
- SEDS: NGC 0107